# Dictyoglomus
Dictyoglomus (лат.) — род бактерий, единственный в типе Dictyoglomi, содержит на май 2015 года 2 вида: Dictyoglomus thermophilum (типовой вид) и Dictyoglomus turgidum.
Dictyoglomus thermophilum является экстремально термофильной (оптимальная температура 73 °C), алкалифильной грамотрицательной палочковидной (5—20 × 0,4—0,6 мкм) бактерией. Хемоорганогетеротроф, облигатный анаэроб. Длинные палочки, объединяясь, формируют большие сферические тела. В результате брожения выделяют ацетат, лактат и диоксид углерода. Процент % Г+Ц пар составляет 29 %. Продуцирует термостабильные амилазы и ксиланазы. Представляет интерес для биотехнологии ввиду продукции термостабильных амилаз, обладающих трансглюкозилирующей активностью и термостабильных ксиланаз, необходимых для обработки целлюлозы при производстве бумаги.